# Årets stad
Årets stad var en utmärkelse som tilldelades olika svenska städer under 1960- och 1970-talen. Arrangör av tävlingen var tidningen Expressen, där initiativtagaren Olle Bengtzon (1919–2009) ville ge uppmärksamhet år "beröm- och belöningsvärt bostads- och samhällsbyggande" i landet. Utnämningarna väckte stor uppmärksamhet, och åtföljdes av ökad turism, souvenirproduktion, vykort, skivor och samlartallrikar från Rörstrand. 
1968 utsågs Karlstad med motiveringen "Karlstad bygger med stadsdelen Orrholmen föredömligt trafiksäker bostadsmiljö". Ett påtagligt minne av utmärkelse är Orrleken, en lekplats som blev förebild för andra parklekar både i Sverige och utomlands. Andra effekter av utmärkelsen var att besöken på turistbyrån ökade med 25 procent, att en souvenirsol formgiven av Lasse Sandberg gick ut i miljonupplaga, samt att värmlänningen Bror Rexeds "Du-reform" väckte stor uppmärksamhet på riksplanet. Travsporten skapade ett särskilt lopp för arrangemanget. "Årets-stad-loppet".

## Årets stadskärna
Sedan 1995 har en liknande utmärkelse delats ut, Årets stadskärna. Utmärkelsen tilldelas varje år en stad i Sverige som på ett framgångsrikt sätt utvecklat stadskärnan genom tydliga mål och god samverkan mellan platsens nyckelaktörer. Nomineringar och vinnare utnämns av organisationen Svenska Stadskärnor.

## Pristagare
1964 Växjö

1965 Örebro

1966 Umeå

1967 Linköping

1968 Karlstad

1969 Östersund

1970 Kalmar

1971 Halmstad

1972 Skellefteå

1973 Eskilstuna

1975 Skara

## Musikaliska hyllningar
Till Karlstads firande bidrog Sven-Ingvars med singeln Grattis Karlsta' - årets stad.
1970 belönades Kalmar. Skivan Var glad i årets stad - Kalmar årets stad producerades med Thore Skogman, Pekka Langer, Ulf Elfving och Canto Amoroso-kören.
Pristagaren 1973, Eskilstuna, uppmärksammades med singeln Eskilstuna Årets Stad. Towa Carson, Anita och Televinken framträdde.